# Göktürk Taşdemir
Göktürk Taşdemir (* 3. Mai 1980 in Kars) ist ein türkischer Eishockeyspieler und -funktionär, der seit 2016 erneut beim Başkent Yıldızları SK in der türkischen Superliga unter Vertrag steht. 

## Karriere
Göktürk Taşdemir begann seine Karriere als Eishockeyspieler bei Büyükşehir Belediyesi Ankara SK, für das er in der Saison 2000/01 sein Debüt in der Türkischen Superliga gab. Nachdem er im folgenden Jahr mit seiner Mannschaft erstmals Türkischer Meister wurde, verließ er den Klub und wechselte zu deren Ligarivalen Polis Akademisi ve Koleji, mit dem er 2004, 2005 und 2006 drei Mal in Folge die nationale Meisterschaft gewann. Anschließend wurde er vom Başkent Yıldızları SK verpflichtet, für den er bis 2013 in der Superliga auf dem Eis stand. In der Saison 2009/10 war er parallel als General Manager und in der Spielzeit 2011/12 als Assistenztrainer für seinen Verein tätig, mit dem er 2011, 2012 und 2013 türkischer Meister wurde. 2013 wechselte er in die zweite türkische Liga, in der er beim Yükselis SK spielte. Seit 2015 spielt er wieder erstklassig. Nachdem er zunächst beim Gümüş Patenler SK auf dem Eis stand, kehrte er 2016 nach Başkent zurück, wo er seither als Spielertrainer spielt.

### International
Für die Türkei nahm Taşdemir im Juniorenbereich an der U20-Junioren-D-Weltmeisterschaft 1999 teil. Im Seniorenbereich stand er im Aufgebot seines Landes bei den Weltmeisterschaften der Division II 2002, 2005, 2007, 2010 und 2013 sowie bei den Weltmeisterschaften der Division III 2003, 2004, 2006, 2009, als er als bester Verteidiger des Turniers und bester Spieler seiner Mannschaft ausgezeichnet wurde, 2011 und 2012.

### Trainerlaufbahn
Bei den U20-Weltmeisterschaften 2005, 2006 und 2008 sowie der U18-Weltmeisterschaft 2013 betreute er den türkischen Nachwuchs als Assistenztrainer in der Division III.

## Erfolge und Auszeichnungen
- 2002 Türkischer Meister mit Büyükşehir Belediyesi Ankara SK
- 2004 Türkischer Meister mit Polis Akademisi ve Koleji
- 2005 Türkischer Meister mit Polis Akademisi ve Koleji
- 2006 Türkischer Meister mit Polis Akademisi ve Koleji
- 2011 Türkischer Meister mit Başkent Yıldızları SK
- 2012 Türkischer Meister mit Başkent Yıldızları SK
- 2013 Türkischer Meister mit Başkent Yıldızları SK

### International
- 2004 Aufstieg in die Division II bei der Weltmeisterschaft der Division III
- 2006 Aufstieg in die Division II bei der Weltmeisterschaft der Division III
- 2009 Aufstieg in die Division II bei der Weltmeisterschaft der Division III
- 2009 Bester Verteidiger der Weltmeisterschaft der Division III
- 2012 Aufstieg in die Division II, Gruppe B, bei der Weltmeisterschaft der Division III